# Sportjahr 1912
Liste der Sportjahre

◄◄ | ◄ | 1908 | 1909 | 1910 | 1911 | Sportjahr 1912 | 1913 | 1914 | 1915 | 1916 | ► | ►►

Weitere Ereignisse   · Olympische Spiele

## Ereignisse

### Olympische Spiele
- 5. Mai/29. Juni – 27. Juli: In Stockholm finden die V. Olympischen Spiele statt. Nach zum Teil chaotischen Verhältnissen während der Olympischen Spiele von 1900, 1904 und 1908 setzt Stockholm den Maßstab für die zukünftigen Austragungen. Erstmals kommen elektronische Zeitmessung und Zielphotographie zum Einsatz.

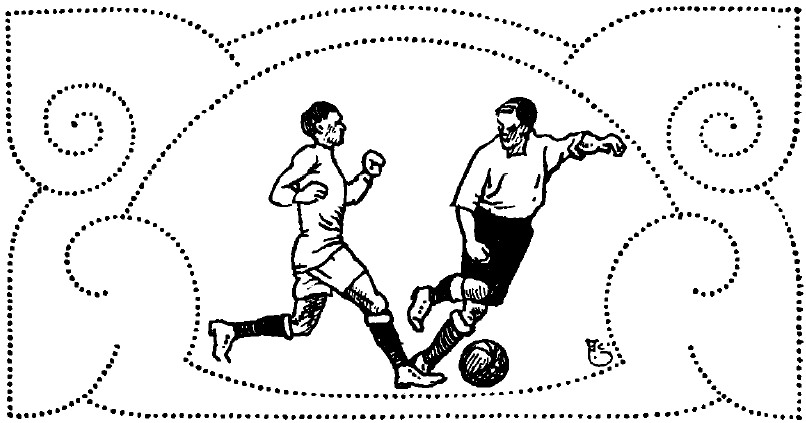
Logo des olympischen Fußballturniers

- 1. Juli: Mit zehn bzw. vier Toren tragen die beim Karlsruher FV spielenden Gottfried Fuchs und Fritz Förderer maßgeblich zum bis heute höchsten Sieg der deutschen A-Nationalmannschaft der Männer bei, einem 16:0 gegen die russische Auswahl in der Trostrunde des olympischen Fußballturniers.

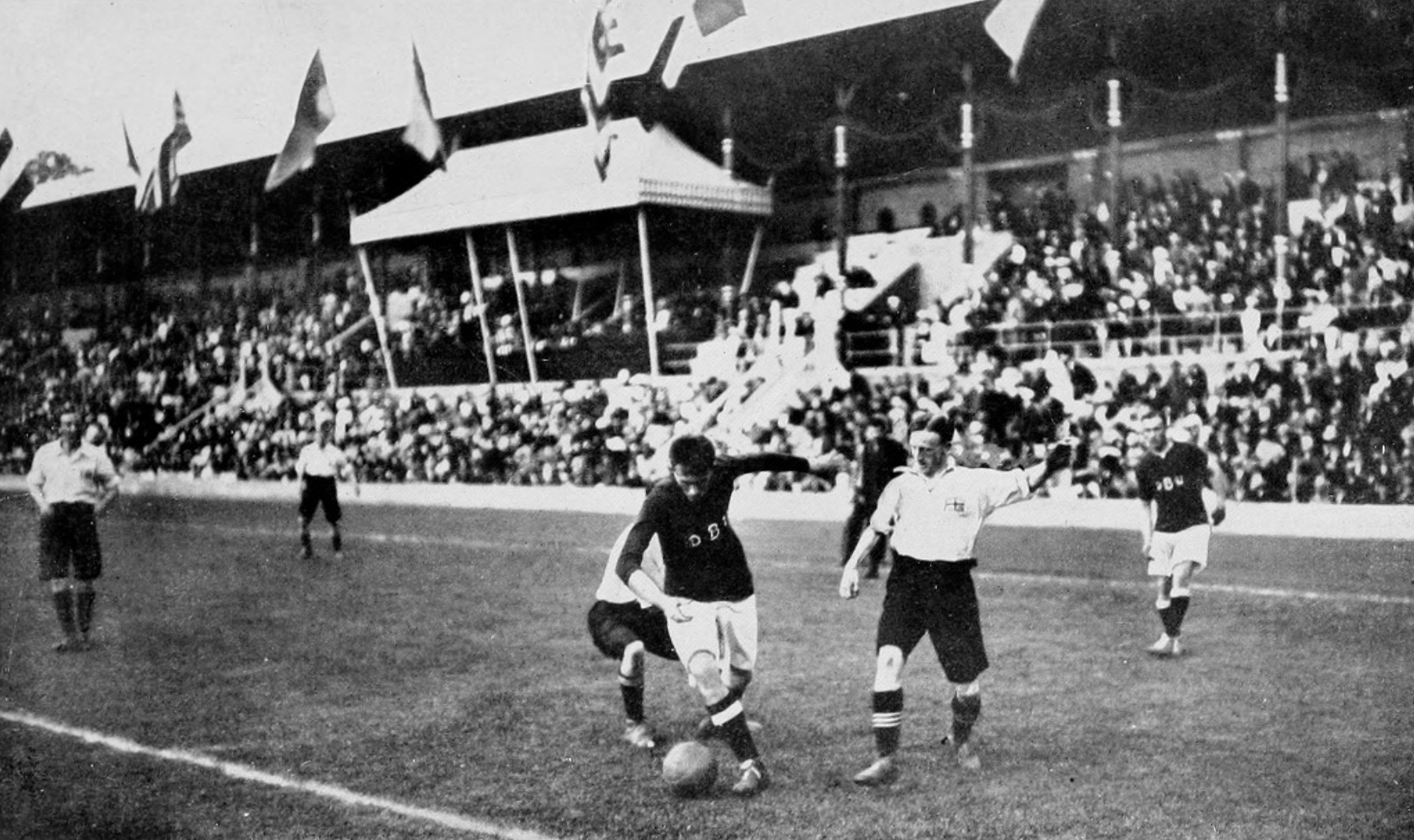
Szene aus dem Finalspiel Großbritannien gegen Dänemark

- 4. Juli: Im Finale des olympischen Fußballturniers gewinnt Großbritannien gegen Dänemark mit 4:2 und wird damit wie schon 1908 Olympiasieger. Die Niederlande gewinnen mit einem 9:0-Sieg über Finnland die Bronzemedaille.
- 5. Juli: Ungarn gewinnt das Finale der Trostrunde im Fußballturnier gegen Österreich mit 3:0.
- 7. bis 12. Juli: Erstmals wird bei den Olympischen Spielen ein Wettbewerb im von Pierre de Coubertin erfundenen Modernen Fünfkampf ausgetragen. Der Schwede Gösta Lilliehöök wird erster Olympiasieger in dieser Disziplin.
- 8. Juli: Bei den Spielen wird ein Wettbewerb im Tauziehen abgehalten. Dabei besiegt die Stockholm Police die City of London Police. Weitere Mannschaften treten nicht an.

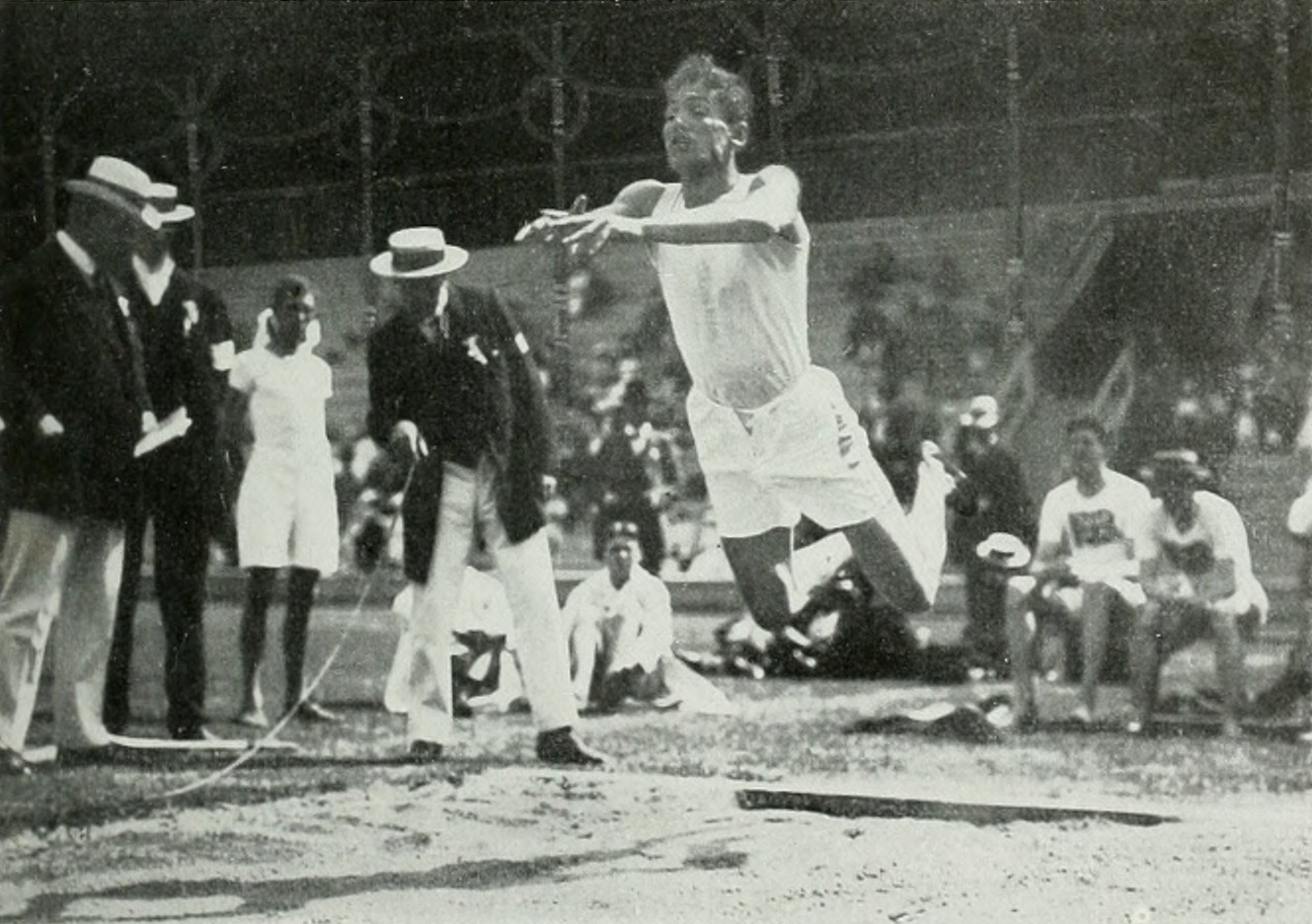
Tsiklitiras bei den Olympischen Spielen

- 8. Juli: Letztmals bei den Olympischen Spielen wird der Standweitsprung abgehalten. Der Grieche Konstantinos Tsiklitiras wird mit 3,37 m letzter Olympiasieger.
- 10. Juli: Im Finale des Schwimmbewerbes über 200 Meter Brust der Männer siegt der Deutsche Walter Bathe mit neuem olympischen Rekord von 3:01,8 min vor seinen Landsleuten Wilhelm Lützow und Kurt Malisch.
- 13. Juli: Letztmals bei den Olympischen Spielen wird der Standhochsprung abgehalten. Der US-Amerikaner Platt Adams wird mit 1,63 m Olympiasieger.

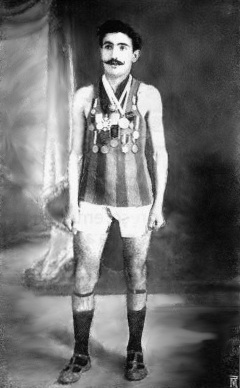
Francisco Lázaro
1891–1912

- Der portugiesische Marathonläufer Francisco Lázaro ist das erste Todesopfer bei Olympischen Spielen. Beim Marathonlauf am 14. Juli kollabiert er und verstirbt am nächsten Tag im Krankenhaus. Fünf Tage nach seinem Tod findet ihm zu Ehren im Olympiastadion Stockholm ein Sportfest statt. Eine Sammlung unter den 23.000 Zuschauern erzielt einen Betrag von 14.000 Kronen, der Lázaros Familie übergeben wird.

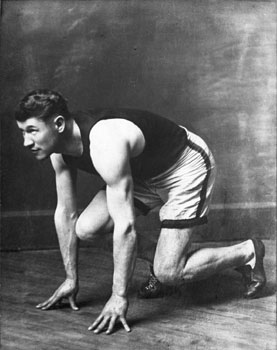
Jim Thorpe

- 15. Juli: Als letzte Leichtathletikveranstaltung wird der Zehnkampf abgeschlossen. Der US-Amerikaner Jim Thorpe gewinnt mit dem Weltrekord von 8412,955 Punkten. Im folgenden Jahr werden ihm seine Medaillen wegen Verletzung des Amateurstatus aberkannt.
- 27. Juli: Mit der Schlussfeier enden die Olympischen Spiele. Erfolgreichster Athlet ist der finnische Läufer Hannes Kolehmainen mit drei Gold- und einer Silbermedaille. Erfolgreichste Nation sind die Vereinigten Staaten mit insgesamt 63 Medaillen.
- 10. November: Das Deutsche Sportabzeichen wird von der Hauptversammlung des Deutschen Reichsausschusses für Olympische Spiele unter dem Namen Auszeichnung für vielfältige Leistung auf dem Gebiet der Leibesübungen geschaffen. Vorbild ist das Schwedische Sportabzeichen (Idrottsmärke), das der Begründer des Sportabzeichens, Carl Diem, während der Spiele in Stockholm kennengelernt hat.
- 17. November: Als Reaktion auf die Schaffung des Deutschen Sportabzeichens wird die Zentralkommission für Sport und Körperpflege als Dachverband des Arbeitersports in Deutschland gegründet.

### Badminton
Höhepunkte des Badmintonjahres 1912 waren die All England vom 28. Februar bis zum 2. März, die Irish Open, die Scottish Open und die French Open am 21. und 22. Dezember. Der Engländer George Alan Thomas ist dort sowohl im Herren-Einzel als auch im Herren- und im Mixed-Doppel erfolgreich.

#### Internationale Veranstaltungen
| Veranstaltung | Herreneinzel       | Dameneinzel             | Herrendoppel                              | Damendoppel                             | Mixed                                     |
| ------------- | ------------------ | ----------------------- | ----------------------------------------- | --------------------------------------- | ----------------------------------------- |
| All England   | Frank Chesterton   | Margaret Rivers Tragett | Henry Norman Marrett George Alan Thomas   | Alice Gowenlock Dorothy Cundall         | Edward Hawthorn Hazel Hogarth             |
| French Open   | George Alan Thomas | Lavinia Clara Radeglia  | George Alan Thomas H. A. Gardner          | Lavinia Clara Radeglia Cécile Ropert    | George Alan Thomas Lavinia Clara Radeglia |
| Irish Open    | Guy Sautter        | -                       | Guy Sautter George Alan Thomas            | Lavinia Clara Radeglia Margaret Tragett | George Alan Thomas Margaret Tragett       |
| Scottish Open | George Alan Thomas | -                       | George Alan Thomas Stewart Marsden Massey | V. I. Todd H. C. A. Longmuir            | Guy Sautter D. B. Drinkwater              |

### Boxen

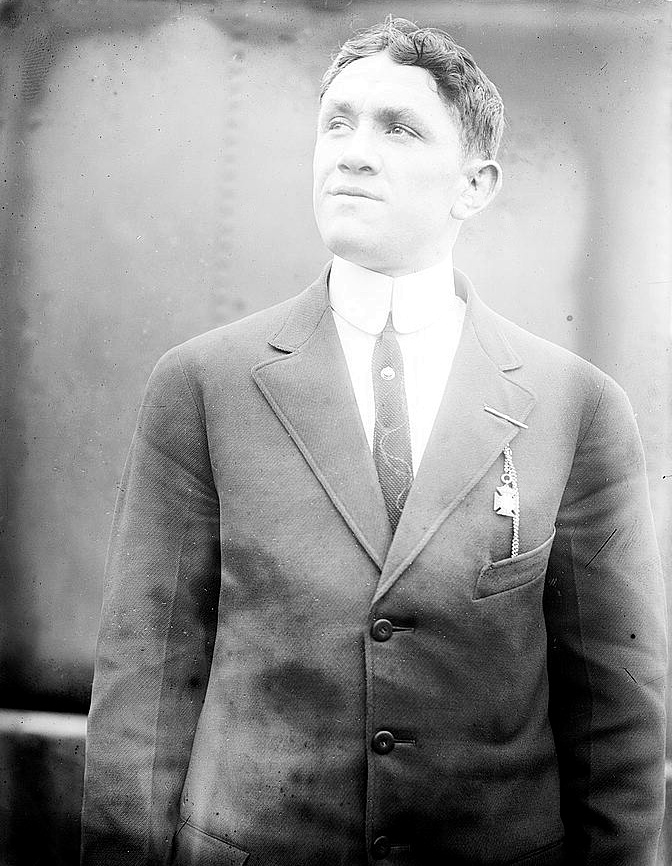
Johnny Kilbane

- 12. Februar: Johnny Kilbane besiegt Titelverteidiger Abe Attell und wird damit Weltmeister im Federgewicht.

### Fußball
- Deutsche Fußballmeisterschaft 1911/12
- Italienische Fußballmeisterschaft 1911/12
- An der ersten offiziellen österreichischen Fußballmeisterschaft nehmen nur Wiener Vereine teil. Erster österreichischer Meister wird der SK Rapid Wien.
- Schweizer Fussballmeisterschaft 1911/12
- Süddeutsche Fußballmeisterschaft 1911/12

### Leichtathletik

#### Weltrekorde

##### Sprint
- 6. Juli: Donald Lippincott, USA, läuft bei einem olympischen Vorlauf die 100 Meter der Männer in 10,6 s.

##### Mittelstreckenlauf
- 8. Juni: Abel Kiviat, USA, läuft die 1500 Meter der Männer in 3:55,8 min und stellt damit den ersten offiziellen Weltrekord auf.
- 8. Juli: Ted Meredith, USA, gewinnt die olympische Goldmedaille über die 800 Meter der Männer in der ersten offiziellen Weltrekordzeit von 1:51,9 min.

##### Langstreckenlauf

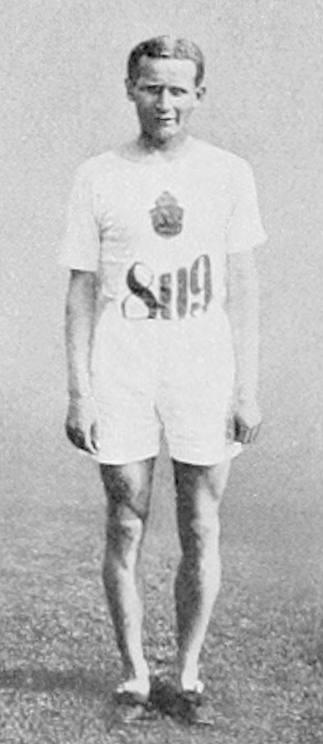
Hannes Kolehmainen, Stockholm 1912

- 10. Juli: Hannes Kolehmainen, Finnland, läuft bei den Olympischen Spielen die 5000 Meter der Männer in 14:36,6 min.
- 12. Juli: Hannes Kolehmainen, Finnland, läuft die 3000 Meter der Männer in 8:36,8 min.

##### Staffellauf
- Die deutsche Mannschaft stellt im Halbfinale der Olympischen Spiele in Stockholm mit 42,3 s den ersten offiziellen Weltrekord im 4-mal-100-Meter-Lauf auf.

##### Sprungdisziplinen

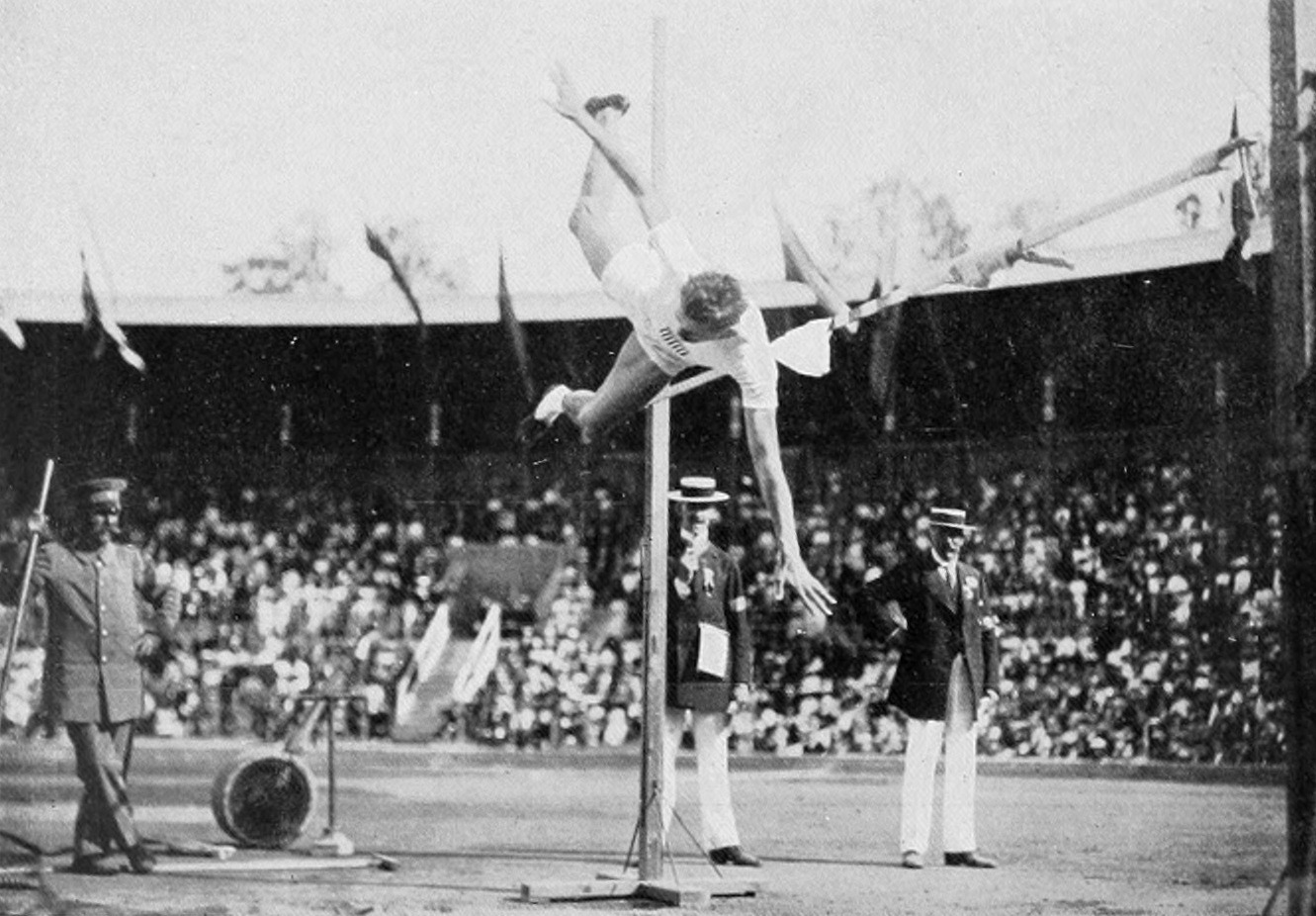
George Horine bei den Olympischen Spielen 1912

- 18. Mai: George Horine, USA, springt im Hochsprung der Männer 2,00 m. Das wird später von der IAAF als erster Weltrekord im Hochsprung anerkannt.
- 8. Juni: Marc Wright, USA, springt im Stabhochsprung der Männer 4,02 m. Er ist damit nicht nur der erste Mensch, der die vier Meter bewältigt hat, sondern auch der erste offizielle Weltrekordinhaber.

##### Wurfdisziplinen
- 27. Mai: James Duncan, USA, stellt mit 47,58 m den ersten offiziellen Weltrekord im Diskuswurf der Männer auf.

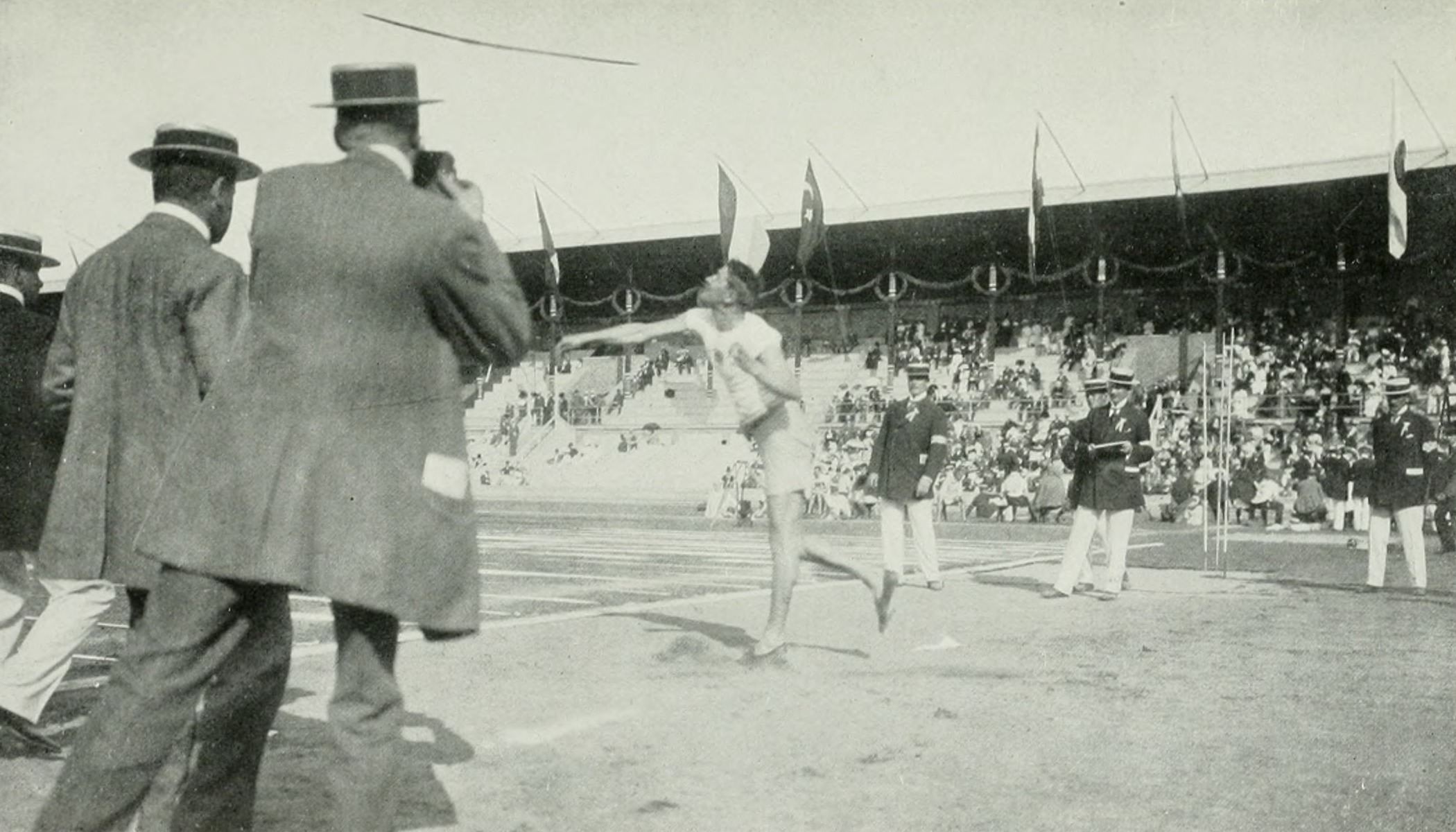
Eric Lemming bei den Olympischen Spielen 1912

- 29. September: Eric Lemming, Schweden, wirft im Speerwurf der Männer 62,32 m.

##### Mehrkampf
- 15. Juli: Jim Thorpe, USA, erreicht bei den Olympischen Spielen im Zehnkampf 8412,955 Punkte.

### Radsport

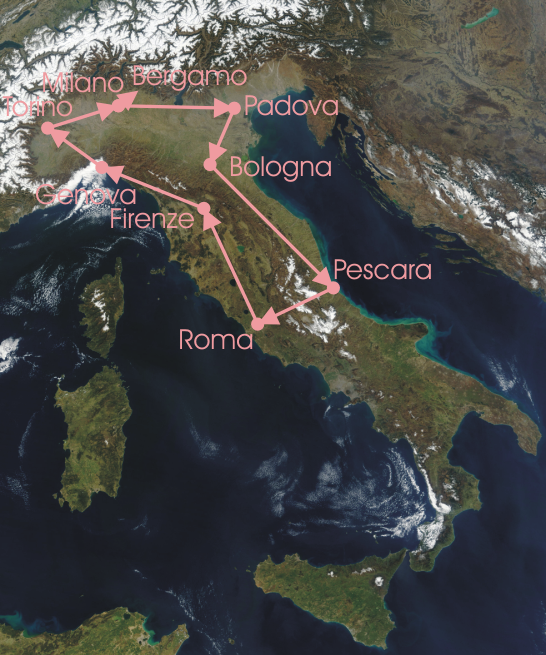
Streckenverlauf des Giro

- 19. Mai bis 2. Juni: Beim Giro d’Italia gibt es nur eine Teamwertung. Das italienische Team Atala gewinnt die Gesamtwertung nach neun Etappen, von denen acht gewertet werden.
- 30. Juni bis 28. Juli: Odiel Defraeye gewinnt als erster Belgier die Tour de France.

WM-Rennen in Newark

- 30. August bis 4. September: Bei den UCI-Bahn-Weltmeisterschaften in Newark gibt es nur US-amerikanische Sieger: Frank Kramer und George Wiley siegen bei den Profis, bei den Amateuren gewinnt Donald McDougall. Wegen Regens müssen die Veranstaltungen immer wieder unterbrochen werden.
- Die Distanzradfahrt Wien–Berlin wird zum vierten Mal durchgeführt.

### Ringen
- 4. Mai/21. September: Inoffizielle Ringer-Europameisterschaften in Budapest bzw. Wien

### Rudern
- 1. April: Nachdem im ersten Lauf beide Boote gesunken sind, besiegt Oxford im zweiten Lauf Cambridge im Boat Race in 22′05″.

### Rugby
- England und Irland werden gemeinsam Turniersieger der Five Nations der Rugby Union.

### Schwimmen

#### Schwimmmeisterschaften
- Deutsche Schwimmmeisterschaften

#### Schwimmrekorde

##### Freistilschwimmen
- 6. April: Kurt Bretting, Deutsches Reich, schwimmt die 100 Meter Freistil in 1:02,4 min.
- 21. April: Alajos Kenyéry, Ungarn, schwimmt die 400 Meter Freistil in 5:29,0 min.
- 5. Juni: Béla von Las-Torres, Ungarn, schwimmt die 400 Meter Freistil in 5:28,4 min.
- 10. Juni: Daisy Curwen, Großbritannien, schwimmt die 100 Meter Freistil der Frauen in 1:20,6 min.

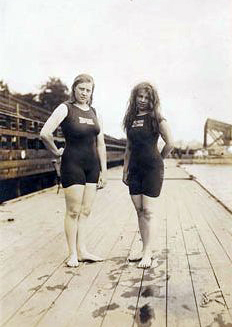
Fanny Durack (links) und Mina Wylie bei den Olympischen Spielen

- 9. Juli: Fanny Durack, Australien, schwimmt bei den Olympischen Spielen die 100 Meter Freistil der Frauen in 1:19,8 min.

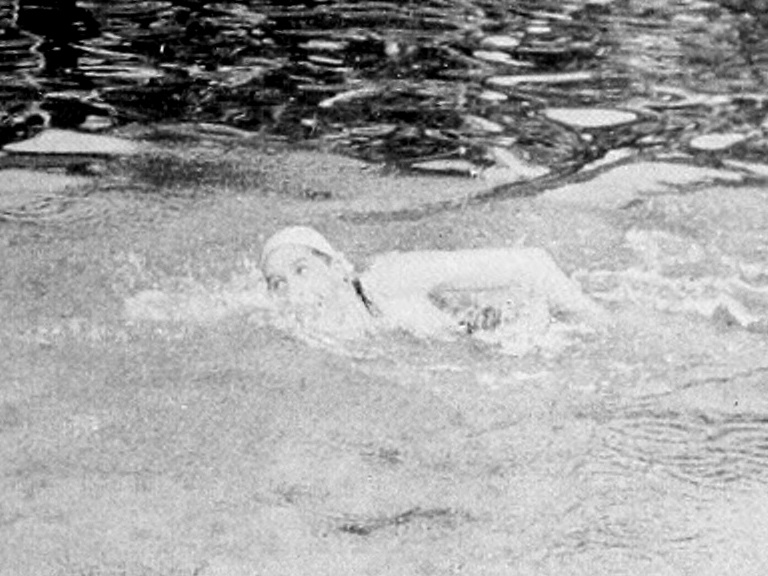
George Hodgson auf dem Weg zur Goldmedaille über 1500 Meter Freistil

- 10. Juli: George Hodgson, Kanada, schwimmt bei den Olympischen Spielen die 1500 Meter Freistil in 22:00,0 min.
- 14. Juli: George Hodgson, Kanada, schwimmt bei den Olympischen Spielen die 400 Meter Freistil in 5:24,4 min.
- 15. Juli: Isabella Moore, Jennie Fletcher, Annie Speirs und Irene Steer, Großbritannien, schwimmen bei den Olympischen Spielen die 4-mal-100-Meter-Freistilstaffel der Frauen in 5:52,8 min.
- 20. Juli: Duke Kahanamoku, Vereinigte Staaten, schwimmt bei den Olympischen Spielen die 100 Meter Freistil in 1:01,6 min.
- 21. Juli: Fanny Durack, Australien, schwimmt bei den Olympischen Spielen die 100 Meter Freistil der Frauen in 1:18,8 min.
- 26. September: Jack Hatfield, Großbritannien, schwimmt die 400 Meter Freistil in 5:21,6 min.

##### Rückenschwimmen
- 3. April: Otto Fahr, Deutsches Reich, schwimmt die 200 Meter Rücken in 2:48,4 min, ein Rekord, der bis ins Jahr 1926 Bestand hat.
- 6. April: Oskar Schiele, Deutsches Reich, schwimmt die 100 Meter Rücken in 1:18,4 min.
- 29. April: Otto Fahr, Deutsches Reich, schwimmt die 100 Meter Rücken in 1:15,6 min.

### Tennis
- 11. bis 13. Juli: Großbritannien qualifiziert sich gegen Frankreich und die USA für das Finale der International Lawn Tennis Challenge gegen Australasien.
- 28. bis 30. November: International Lawn Tennis Challenge in Melbourne

### Wintersport

#### Eishockey
- 28. Januar: Der Berliner Schlittschuhclub gewinnt die erste deutsche Eishockeymeisterschaft.
- 2. bis 4. Februar: In Prag findet die Eishockey-Europameisterschaft mit nur drei Mannschaften statt. Die böhmische Eishockeynationalmannschaft verteidigt ihren Titel vom Vorjahr. Die Europameisterschaft wird jedoch vom Weltverband IIHF im März nachträglich aberkannt, da die teilnehmende österreichische Eishockeynationalmannschaft erst einen Monat nach der EM in den Eishockeyverband aufgenommen worden ist.

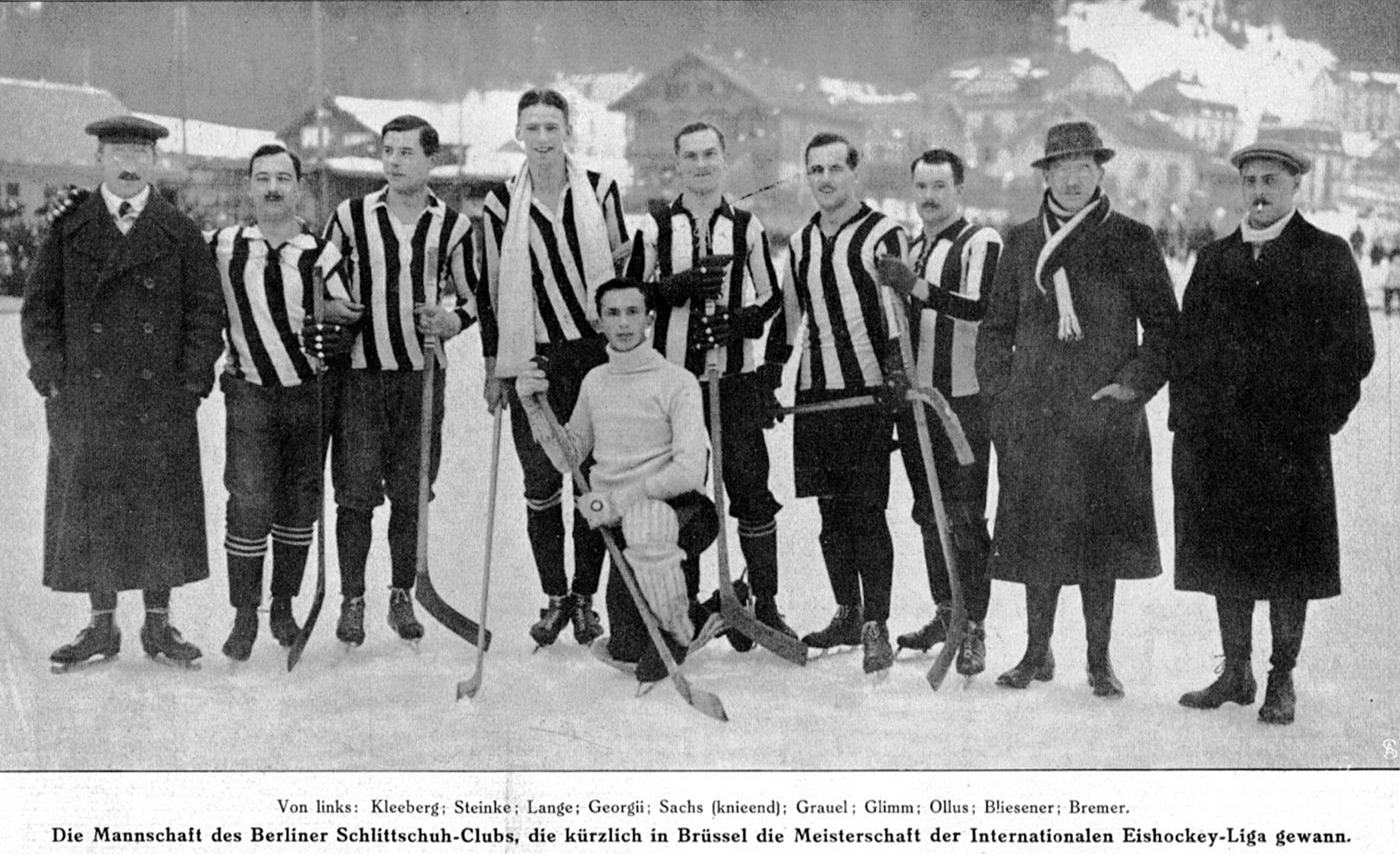
Die siegreiche Mannschaft des Berliner Schlittschuhclubs, 1912

- 20. bis 24. März: In Brüssel findet die erste LIHG-Meisterschaft statt, an der der Berliner Schlittschuhclub, der Brussels Royal IHSC und der Club des Patineurs de Paris teilnehmen. Nur die Schweiz tritt mit einer Nationalauswahl an. Die Oxford Canadians, eine Mannschaft kanadischer Studenten an der englischen Universität Oxford werden als Vertretung Kanadas bezeichnet. Der Berliner Schlittschuhclub gewinnt das Turnier mit einer Bilanz von 4 Siegen aus ebenso vielen Spielen. Parallel zum Turnier findet der jährliche Kongress der LIHG statt. Auf diesem wird die Annullierung der Austragung der Europameisterschaft 1912 (s. o.) beschlossen.
- Der Club des Patineurs de Paris gewinnt den vierten Coupe de Chamonix.

#### Eiskunstlauf

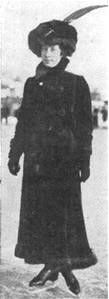
Opika von Méray Horváth

- 27./28. Januar: Die Eiskunstlauf-Weltmeisterschaft der Damen finden in Davos statt. Die Ungarin Opika von Méray Horváth wird erstmals Weltmeisterin.
- 10./11. Februar: Die Eiskunstlauf-Europameisterschaft 1912 wird in Stockholm ausgetragen. Der Schwede Gösta Sandahl wird Europameister.
- 16./17. Februar: Die Eiskunstlauf-Weltmeisterschaft der Herren werden in Manchester durchgeführt. Sieger wird der Österreicher Fritz Kachler vor dem Deutschen Werner Rittberger.
- 27. Februar: In Manchester findet die Paarkonkurrenz der Eiskunstlauf-Weltmeisterschaften statt. Der Titel geht zum zweiten Mal nach 1909 an das britische Ehepaar Phyllis und James H. Johnson.

#### Eisschnelllaufrekorde
- 17. Februar: Oscar Mathisen, Norwegen, läuft in Kristiania (Oslo) die 500 Meter Eisschnelllauf in 44,2 s.
- 18. Februar: Oscar Mathisen, Norwegen, läuft in Kristiania die 10.000 Meter in 17:46,3 min.

#### Skispringen
- Der Norweger Gunnar Andersen erreicht beim Skispringen auf dem Gustadbakken in Geithus, Norwegen, die Weite von 47 Metern.

### Vereinsgründungen
- 22. Januar: Der FC Glarus wird gegründet.
- 12. März: Der älteste bulgarische Fußballverein Botew Plowdiw wird gegründet.
- 2. April: Durch Fusion des ursprünglich als Rugbyclub gegründeten Stuttgarter FV 93 mit dem Fußballverein Kronen-Club Cannstatt entsteht in Stuttgart-Cannstatt der Verein für Bewegungsspiele Stuttgart 1893 e. V.
- 14. April: Der brasilianische Fußballclub FC Santos wird gegründet.
- 16. April: Der Sportverein RNK Split wird unter dem Namen HRŠD Anarh gegründet. Es ist der zweite Fußballverein in Split.
- 5. Mai: Der österreichische Fußballverein SV Ried wird gegründet.
- 28. Juni: Der Sportverein Viktoria Goch wird gegründet.
- 17. Juli: Die International Amateur Athletics Federation (heute: World Athletics) wird in Stockholm als Dachverband der nationalen Leichtathletik-Verbände gegründet.
- 29. November: Der Fußballclub Amisia Meppen wird gegründet.
- 22. Dezember: In der Lombardei wird der Fußballverein Calcio Lecco gegründet.
- Der ungarische Turnverein Csepel SC wird gegründet.

## Geboren

### Januar
- 01. Januar: Vittorio Belmondo, italienischer Unternehmer, Industrieller und Automobilrennfahrer († 1962)
- 02. Januar: Toyoda Hisakichi, japanischer Schwimmer († 1976)
- 03. Januar: Tibor Berczelly, ungarischer Säbelfechter und Olympiasieger († 1990)
- 03. Januar: Abdel Moneim Wahibi, ägyptischer Basketballspieler, -schiedsrichter und - funktionär († 1988)
- 05. Januar: Doris Carter, australische Leichtathletin († 1999)
- 05. Januar: Charles Dauner, US-amerikanischer Handballspieler († 1993)
- 05. Januar: Joseph Wirtz, französischer Leichtathlet († 1991)
- 08. Januar: Eduard Müller, Schweizer Skilangläufer († 1969)
- 10. Januar: Auguste Garrebeek, belgischer Radrennfahrer († 1973)
- 10. Januar: Abraham Kurland, dänischer Ringer († 1999)
- 16. Januar: Guo Jie, chinesischer Leichtathlet († 2015)
- 16. Januar: Willy Kaiser, deutscher Boxer († 1986)
- 18. Januar: Wilhelm Herz, deutscher Motorradrennfahrer († 1998)
- 18. Januar: Fritz Messner, deutscher Hockeyspieler († 1945)
- 20. Januar: Lee Seong-deok, japanischer Eisschnellläufer und Sportfunktionär († 1968)
- 20. Januar: Egon Schein, deutscher Leichtathlet und Olympiateilnehmer († 1977)
- 21. Januar: Petermax Müller, deutscher Automobilrennfahrer und -händler († 2002)
- 22. Januar: Francisco Cabañas, mexikanischer Boxer und Boxsportfunktionär († 2002)
- 23. Januar: Georgia Coleman, US-amerikanische Wasserspringerin († 1940)
- 23. Januar: Henri Collard, belgischer Radrennfahrer († 1988)
- 23. Januar: Georgi Welinow, bulgarischer Radrennfahrer († unbekannt)
- 25. Januar: Mario Bonomo, italienischer Skispringer und Nordischer Kombinierer († 1983)
- 24. Januar: Gloria Russell, US-amerikanische Leichtathletin († 1963)
- 29. Januar: Karl Schlösser, deutscher Fußballspieler († 1982)
- 30. Januar: Jorma Ruissalo, finnischer Eisschnellläufer († 2006)
- 30. Januar: Jadwiga Wajs, polnische Leichtathletin († 1990)
- 30. Januar: Eileen Wearne, australische Leichtathletin († 2007)
- 31. Januar: Emil Göing, deutscher Basketballspieler und -funktionär († 1994)
- 31. Januar: Bernard Marchand, Schweizer Leichtathlet († 2000)

### Februar
- 01. Februar: Erich Campe, deutscher Boxer († 1977)
- 01. Februar: Albin Kitzinger, deutscher Fußballspieler († 1970)
- 01. Februar: Veikko Peräsalo, finnischer Leichtathlet († 1992)
- 03. Februar: Amédée Fournier, französischer Radrennfahrer († 1992)
- 03. Februar: Albin Jakopič, jugoslawischer Skispringer († 1947)
- 03. Februar: Jack Metcalfe, australischer Leichtathlet und Sportfunktionär († 1994)
- 05. Februar: Jaroslav Lukeš, tschechoslowakischer Skisportler († unbekannt)
- 05. Februar: László Orczán, ungarischer Radrennfahrer († 1992)
- 06. Februar: Aaro Kiviperä, finnischer Moderner Fünfkämpfer und Basketballfunktionär († 1944)
- 07. Februar: Matthias Heidemann, deutscher Fußballspieler († 1970)
- 08. Februar: Frode Sørensen, dänischer Radrennfahrer († 1980)
- 09. Februar: Futabayama Sadaji, japanischer Sumōringer und der 35. Yokozuna († 1968)
- 10. Februar: Edgar Brenchley, britischer Eishockeyspieler und -trainer († 1975)
- 11. Februar: Rudolf Stahl, deutscher Feldhandballspieler († 1984)
- 13. Februar: Marco Cimatti, italienischer Radrennfahrer († 1982)
- 15. Februar: Pietro Ferraris, italienischer Fußballspieler († 1991)
- 15. Februar: Oswald Julen, Schweizer Skilangläufer († 1998)
- 15. Februar: Karl Kreutzberg, deutscher Handballtorhüter († 1977)
- 16. Februar: Bernhard Jensen, dänischer Kanute († 1997)
- 17. Februar: Robert Studer, Schweizer Handballspieler († unbekannt)
- 18. Februar: Fritz Flachberger, österreichischer Leichtathlet († 1992)
- 20. Februar: Bruno Vattovaz, italienischer Ruderer († 1943)
- 23. Februar: Ernst Künz, österreichischer Fußballspieler († unbekannt)
- 25. Februar: Émile Allais, französischer Skirennläufer († 2012)
- 25. Februar: Ferdinand Preindl, österreichischer Eisschnellläufer († 1998)
- 28. Februar: John Biby, US-amerikanischer Segler († 2002)

### März
- 01. März: Mario Genta, italienischer Fußballspieler († 1993)
- 03. März: Lauro Amadò, Schweizer Fußballspieler († 1971)
- 04. März: Reto Capadrutt, Schweizer Bobfahrer († 1939)
- 04. März: Wolfgang Ehrl, deutscher Ringer und Ringkampftrainer († 1980)
- 04. März: Willy Steuri, Schweizer Skirennfahrer († 1978)
- 07. März: Willy Schröder, deutscher Leichtathlet und Olympiateilnehmer († 1990)
- 09. März: Kirkor Canbazyan, türkischer Radrennfahrer († 2002)
- 10. März: Marguerite Dockrell, irische Schwimmerin († 1983)
- 10. März: Paul Janes, deutscher Fußballspieler († 1987)
- 11. März: Matylda Pálfyová, tschechoslowakische Turnerin († 1944)
- 12. März: Joel Mason, US-amerikanischer American-Football-Spieler, Basketballtrainer († 1995)
- 14. März: Richard Degener, US-amerikanischer Wasserspringer († 1995)
- 14. März: Oreste Grossi, italienischer Ruderer († 2008)
- 14. März: Josef Lošek, tschechoslowakischer Radrennfahrer († 1991)
- 14. März: Roger Verey, polnischer Ruderer († 2000)
- 16. März: Jean Schorn, deutscher Radrennfahrer († 1994)
- 17. März: Joe Stydahar, US-amerikanischer American-Football-Spieler und -Trainer († 1977)
- 17. März: Fidel Wagner, deutscher Skisportler († 1945)
- 21. März: Ludwig Beisiegel, deutscher Hockeyspieler († 1999)
- 23. März: Ilse Dörffeldt, deutsche Leichtathletin († 1992)
- 23. März: Ernst Nievergelt, Schweizer Radrennfahrer († 1999)
- 23. März: Alfred Schwarzmann, deutscher Kunstturner († 2000)
- 25. März: William Berntsen, dänischer Segler († 1994)
- 26. März: Raymond Boisset, französischer Leichtathlet († 1991)
- 26. März: Fritz Bondroit, deutscher Kanute († 1974)
- 27. März: Fernand Ciatti, luxemburgischer Boxer († 1989)
- 27. März: Derna Polazzo, italienische Leichtathletin († 1994)
- 29. März: Ernst von Delius, deutscher Automobilrennfahrer († 1937)
- 31. März: Willie Botha, südafrikanischer Leichtathlet († 1967)
- 000März: Roman Kantor, polnischer Fechter († unbekannt)
- 000März: Antal Szalay, ungarischer Fußballspieler und -trainer († 1959 oder 1960)

### April
- 03. April: Mauro Racca, italienischer Fechter († 1977)
- 05. April: Bill Roberts, britischer Leichtathlet († 2001)
- 06. April: Jan Brzák-Felix, tschechoslowakischer Kanute († 1988)
- 06. April: Wilhelm Egginger, deutscher Eishockeytorhüter und -schiedsrichter († 1983)
- 06. April: Pierre Hemmer, luxemburgischer Leichtathlet († 1976)
- 08. April: Sonja Henie, norwegische Eiskunstläuferin († 1969)
- 09. April: Franz Seybold, deutscher Fußballspieler und -trainer († 1978)
- 14. April: Arne Brustad, norwegischer Fußballspieler († 1987)
- 14. April: Joie Chitwood, US-amerikanischer Automobilrennfahrer († 1988)
- 15. April: Rudolf Vojta, österreichischer Eishockey- und Handballspieler († 1984)
- 16. April: Gordon Dunn, US-amerikanischer Leichtathlet († 1964)
- 18. April: Fritz Seeger, Schweizer Leichtathlet († unbekannt)
- 19. April: Ingeborg Sjöqvist, schwedische Schwimmerin († 2015)
- 20. April: Olof Danielsson, schwedischer Leichtathlet († 1999)
- 20. April: Willi Kaidel, deutscher Ruderer († 1978)
- 20. April: Erik Larsson, schwedischer Skilangläufer († 1982)
- 21. April: Paul Mehl, deutscher Fußballspieler († 1972)
- 23. April: Santiago Lovell, argentinischer Boxer († 1966)
- 24. April: Sait Altınordu, türkischer Fußballspieler († 1978)
- 24. April: Tage Fahlborg, schwedischer Kanute († 2005)
- 24. April: Ruth Osburn, US-amerikanische Leichtathletin († 1994)
- 25. April: Hans Beck, norwegischer Skispringer († 1996)
- 26. April: Jak Habib, türkischer Basketballspieler († 1995)
- 28. April: Øivind Holmsen, norwegischer Fußballspieler († 1996)
- 29. April: Hubert Loisel, österreichischer Fechter († 1999)
- 29. April: Karl Lottes, deutscher Motorradrennfahrer († 1997)

### Mai
- 02. Mai: Karl Adam, deutscher Rudertrainer († 1976)
- 05. Mai: Kazım Bingen, türkischer Radrennfahrer († unbekannt)
- 06. Mai: Ellen Müller-Preis, österreichische Florettfechterin († 2007)
- 08. Mai: Harvey Charters, kanadischer Kanute († 1995)
- 09. Mai: Arnošt Kreuz, tschechoslowakischer Fußballspieler († 1974)
- 12. Mai: Henry Jonsson, schwedischer Leichtathlet († 2001)
- 13. Mai: Kurt Körner, deutscher Skispringer († unbekannt)
- 13. Mai: Hans-Werner von Massow, deutscher Fernschachfunktionär († 1988)
- 15. Mai: Winslow Hall, US-amerikanischer Ruderer († 1995)
- 16. Mai: Alfred Aston, französischer Fußballspieler († 2003)
- 16. Mai: Mehmut Şevket Karman, türkischer Skilang- und Skirennläufer († 1989)
- 17. Mai: Ace Parker, US-amerikanischer American-Football-Spieler († 2013)
- 18. Mai: Georg von Opel, deutscher Automobilunternehmer und Sportfunktionär († 1971)
- 20. Mai: Nereo Rocco, italienischer Fußballspieler und -trainer († 1979)
- 25. Mai: James Cardno, britischer Bobfahrer († 1975)
- 25. Mai: Marshall Wayne, US-amerikanischer Wasserspringer und Olympiasieger († 1999)
- 31. Mai: Jānis Andriksons, lettischer Eisschnellläufer († 1967)

### Juni
- 01. Juni: Hans Jamnig, österreichischer Skilangläufer († 1991)
- 01. Juni: Herbert Tichy, österreichischer Schriftsteller, Geologe, Journalist und Bergsteiger († 1987)
- 02. Juni: Manuel Riquelme, chilenischer Radrennfahrer († unbekannt)
- 03. Juni: Hermann Blazejezak, deutscher Leichtathlet und Olympiateilnehmer († 2008)
- 03. Juni: August Kammer, US-amerikanischer Eishockeyspieler († 1996)
- 04. Juni: Eduard Theodor von Falz-Fein, liechtensteinischer Bobfahrer († 1974)
- 05. Juni: Josef Neckermann, deutscher Versandkaufmann und Dressurreiter, Vorsitzender der Stiftung Deutsche Sporthilfe († 1992)
- 06. Juni: Joan Hartigan Bathurst, australische Tennisspielerin († 2000)
- 06. Juni: Vittorina Vivenza, italienische Leichtathletin († 2007)
- 08. Juni: Roger Michelot, französischer Boxer († 1993)
- 10. Juni: Sven Johansson, schwedischer Kanute († 1953)
- 11. Juni: Emil Juracka, österreichischer Feldhandballspieler († 1944)
- 12. Juni: Frank Lewis, US-amerikanischer Ringer († 1998)
- 15. Juni: Walter Ulrich, tschechoslowakischer Eishockeyspieler († 1965)
- 17. Juni: Myron Fohr, US-amerikanischer Automobilrennfahrer († 1994)
- 18. Juni: Risto Kuntsi, finnischer Leichtathlet († 1964)
- 18. Juni: Friedrich Maurer, österreichischer Feldhandballspieler († 1958)
- 18. Juni: Glenn Morris, US-amerikanischer Leichtathlet († 1974)
- 19. Juni: Karl-Heinz Becker, deutscher Leichtathlet († 2001)
- 19. Juni: Grete Neumann, österreichische Leichtathletin († 1946)
- 20. Juni: Jack Torrance, US-amerikanischer Leichtathlet († 1969)
- 21. Juni: Josef Kitzmüller, österreichischer Fußballspieler († 1979)
- 21. Juni: Károly Kővári, ungarischer Skisportler († 1978)
- 21. Juni: Toni Merkens, deutscher Radrennfahrer († 1944)
- 26. Juni: Roxanne Atkins, kanadische Hürdenläuferin († 2002)
- 29. Juni: Valerie Davies, britische Schwimmerin († 2001)
- 29. Juni: Jaroslav Knotek, tschechoslowakischer Leichtathlet († 1996)

### Juli
- 01. Juli: Ashleigh Pilbrow, britischer Leichtathlet († 1995)
- 03. Juli: Kåre Walberg, norwegischer Skispringer († 1988)
- 04. Juli: John Terpak, US-amerikanischer Gewichtheber und Sportfunktionär († 1993)
- 05. Juli: Erich Gallwitz, österreichischer Skilangläufer († 1981)
- 07. Juli: Norman Drake, britischer Leichtathlet († 1972)
- 09. Juli: Willi Stadel, deutscher Gerätturner († 1999)
- 10. Juli: Gratia Schimmelpenninck van der Oye, niederländische Skirennläuferin († 2012)
- 12. Juli: Eugen Haugland, norwegischer Leichtathlet († 1990)
- 12. Juli: Anna Maria Peduzzi, italienische Automobilrennfahrerin († 1979)
- 13. Juli: Carmelo Robledo, argentinischer Boxer († 1982)
- 14. Juli: Burkhard Gantenbein, Schweizer Handballspieler und Sportfunktionär († 2007)
- 15. Juli: Earnest Goodsir-Cullen, indischer Hockeyspieler († 1993)
- 16. Juli: Ben Bril, niederländischer Boxer und Ringrichter († 2003)
- 17. Juli: Erwin Bauer, deutscher Automobilrennfahrer († 1958)
- 17. Juli: Pál Kovács, ungarischer Säbelfechter († 1995)
- 20. Juli: Hans-Wolfgang Heidland, deutscher Ruderer († 1992)
- 20. Juli: Heinz Kohlhaas, deutscher Boxer († 1993)
- 21. Juli: Boris Dimitrow, bulgarischer Radrennfahrer († unbekannt)
- 21. Juli: Hermann Heibel, deutscher Schwimmer († 1941)
- 21. Juli: Jacques Poch, französischer Autorennfahrer († 2009)
- 26. Juli: Kenneth Farmer, kanadischer Eishockeyspieler († 2005)
- 26. Juli: Joseph Mostert, belgischer Leichtathlet († 1967)
- 26. Juli: Stanisław Zieliński polnischer Radrennfahrer († unbekannt)
- 27. Juli: Marcel Couttet, französischer Eishockeyspieler († 2002)
- 28. Juli: Willy Bandholz, deutscher Feldhandballspieler († 1999)
- 30. Juli: Alf Tveten, norwegischer Segler († 1997)
- 31. Juli: Harry Ayres, neuseeländischer Bergsteiger († 1987)

### August
- 03. August: Otto Siffling, deutscher Fußballspieler († 1939)
- 06. August: Erich Schmitt, Schweizer Handballspieler († 1979)
- 07. August: Steve Lysak, US-amerikanischer Kanute († 2002)
- 10. August: Romain Maes, belgischer Radrennfahrer († 1983)
- 12. August: Bernhard Baier, deutscher Wasserballspieler und Sportfunktionär († 2003)
- 12. August: Wilhelm Baumann, deutscher Feldhandballspieler († 1990)
- 12. August: Jussi Kurikkala, finnischer Skilangläufer und Leichtathlet († 1951)
- 12. August: Alexandar Nikolow, bulgarischer Radrennfahrer († unbekannt)
- 12. August: Ede Virágh-Ebner, ungarisch-US-amerikanischer Ringer und Wrestler († 1951)
- 13. August: Ben Hogan, US-amerikanischer Golfspieler († 1997)
- 14. August: Hilda Cameron, kanadische Leichtathletin († 2001)
- 15. August: Donald Lash, US-amerikanischer Leichtathlet († 1994)
- 15. August: Joseph Patterson, US-amerikanischer Leichtathlet († 1939)
- 15. August: Tajima Naoto, japanischer Leichtathlet († 1990)
- 17. August: Martinus Lambillion, niederländischer Boxer († 1994)
- 20. August: Stanley Kratkowski, US-amerikanischer Gewichtheber († 1962)
- 22. August: Simone Schaller, US-amerikanische Leichtathletin († 2016)
- 23. August: Igor Trubezkoi, französischer Sportler russischer Abstammung († 2008)
- 26. August: Rezső Bartha, ungarischer Moderner Fünfkämpfer und Fechter († 2001)
- 27. August: Raymond Milton, kanadischer Eishockeyspieler († 2003)
- 28. August: Bonnie Mealing, australische Schwimmerin († 2002)
- 29. August: Sohn Kee-chung, japanischer Leichtathlet († 2002)
- 30. August: Jaromír Turnovský, tschechoslowakischer Eisschnellläufer († unbekannt)
- 31. August: Helmut Hamann, deutscher Leichtathlet († 1941)

### September
- 02. September: Erland Almkvist, schwedischer Segler († 1999)
- 03. September: Emil Hübscher, österreichischer Leichtathlet († 1958)
- 04. September: Hans Zehetner, österreichischer Feldhandballspieler († 1942)
- 06. September: Miguel Andreolo, uruguayisch-italienischer Fußballspieler († 1981)
- 06. September: Franz Neuens, luxemburgischer Radrennfahrer († 1985)
- 06. September: Herbert Wildman, US-amerikanischer Wasserballtorhüter († 1989)
- 07. September: Fritz Schäfer, deutscher Ringer († 1973)
- 09. September: Arvīds Immermanis, lettischer Radrennfahrer († 1947)
- 13. September: Carmen Barth, US-amerikanischer Boxer († 1985)
- 13. September: Pieter Wijdekop, niederländischer Kanute († 1982)
- 15. September: Max Beer, Schweizer Leichtathlet († 1995)
- 15. September: Edwin Turner, US-amerikanischer Leichtathlet († 1968)
- 16. September: Koit Annamaa, estnischer Leichtathlet († 1970)
- 16. September: Heino Dissing, dänischer Radrennfahrer († 1990)
- 16. September: György Sárosi, ungarischer Fußballspieler und -trainer († 1993)
- 16. September: Hans Schwarz, deutscher Schwimmer († 1996)
- 17. September: Eva Dawes, kanadische Leichtathletin († 2009)
- 17. September: Archie San Romani, US-amerikanischer Leichtathlet († 1994)
- 18. September: Sarah Palfrey Cooke, US-amerikanische Tennisspielerin († 1996)
- 19. September: Askolds Hermanovskis, lettischer Skirennläufer († 1967)
- 20. September: Bengt Ljungquist, schwedischer Fechter und Dressurreiter († 1979)
- 21. September: Sano Rihei, japanischer Fußballspieler († 1992)
- 23. September: Růžena Beinhauerová, tschechoslowakische Skisportlerin, Basketballspielerin und Ruderin († 1968)
- 23. September: Sauli Pälli, finnischer Skisportler († 1960)
- 24. September: Erland Herkenrath, Schweizer Handballspieler und Sportfunktionär († 2003)

### Oktober
- 01. Oktober: Czesław Marchewczyk, polnischer Eishockey- und Handballspieler († 2003)
- 02. Oktober: Bjarne Iversen, norwegischer Skilangläufer († 1999)
- 05. Oktober: Horace Gwynne, kanadischer Boxer († 2001)
- 07. Oktober: Peter Walker, britischer Automobilrennfahrer († 1984)
- 08. Oktober: Max Westerkamp, niederländischer Hockeyspieler († 1970)
- 11. Oktober: Willy Klein, luxemburgischer Kunstturner († 2004)
- 13. Oktober: Thomas Doe, US-amerikanischer Bobfahrer († 1969)
- 13. Oktober: Anísio da Rocha, brasilianischer Moderner Fünfkämpfer und Vielseitigkeitsreiter († unbekannt)
- 14. Oktober: Albert Richter, deutscher Radrennfahrer († 1940)
- 15. Oktober: Jadwiga Jędrzejowska, polnische Tennisspielerin († 1980)
- 15. Oktober: Timo Murama, finnischer Skisportler († 1981)
- 18. Oktober: Richard Voliva, US-amerikanischer Ringer und Ringertrainer († 1999)
- 20. Oktober: Almiro Bergamo, italienischer Ruderer († 1994)
- 21. Oktober: Walter Hamelehle, deutscher Motorradrennfahrer († 1946)
- 21. Oktober: Alfredo Piàn, argentinischer Automobilrennfahrer († 1990)
- 23. Oktober: Alojz Klančnik, jugoslawischer Skilangläufer († 1972)
- 25. Oktober: Abdelkader Ben Bouali, algerischer Fußballspieler († 1997)
- 25. Oktober: Alfred Klingler, deutscher Feldhandballspieler († unbekannt)
- 26. Oktober: Alex Homberger, Schweizer Ruderer († 2007)
- 27. Oktober: Ernst Leitner, österreichischer Leichtathlet († unbekannt)
- 27. Oktober: Heinz Nickelsburg, deutscher Tischtennisspieler († 2001)
- 28. Oktober: Johannes Herbert, deutscher Ringer († 1978)
- 28. Oktober: Alfred Schmalzer, österreichischer Feldhandballspieler († 1944)
- 29. Oktober: Jakob Scheuring, deutscher Leichtathlet († 2001)
- 31. Oktober: Hermann Hansen, deutscher Feldhandballspieler († 1944)

### November
- 01. November: Toni Eisgruber, deutscher Skisportler († 1994)
- 01. November: Kurt Haustein, deutscher Turner († unbekannt)
- 01. November: Bill Miller, US-amerikanischer Leichtathlet († 2008)
- 02. November: James Bickford, US-amerikanischer Bobfahrer († 1989)
- 02. November: Manuella Kalili, US-amerikanischer Schwimmer († 1969)
- 02. November: Otto Licha, österreichischer Feldhandballspieler († 1996)
- 03. November: Victor Borghi, Schweizer Skilangläufer († 1986)
- 03. November: Galip Cav, türkischer Radrennfahrer († 1950)
- 04. November: Francisco Constanzo, uruguayischer Boxer († unbekannt)
- 05. November: Gustl Berauer, deutscher Skisportler und Sportfunktionär († 1986)
- 07. November: Ernst Lehner, deutscher Fußballspieler († 1986)
- 09. November: Trude Wollschläger, deutsche Schwimmerin († 1975)
- 10. November: James LuValle, US-amerikanischer Leichtathlet († 1993)

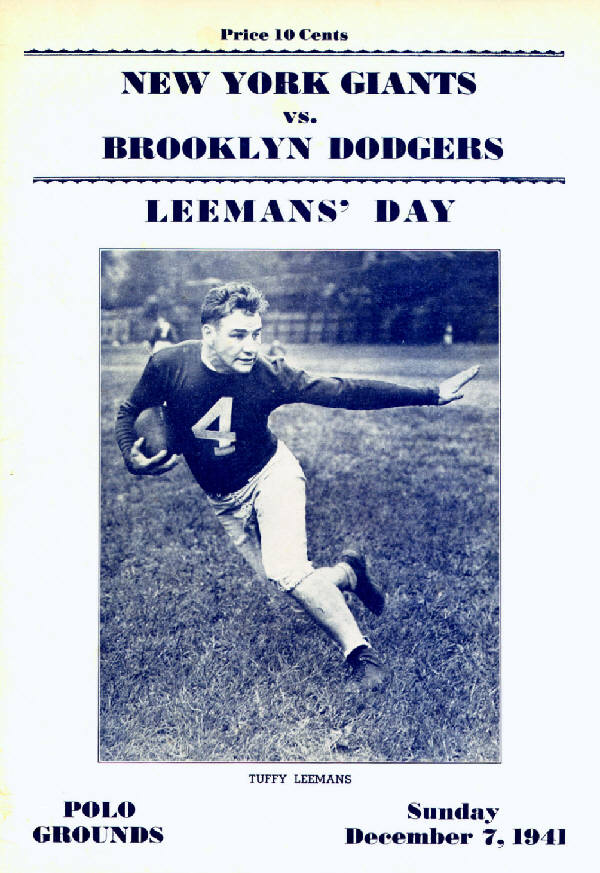
Tuffy Leemans

- 12. November: Tuffy Leemans, US-amerikanischer American-Football-Spieler († 1979)
- 14. November: Alan Barrett, britischer Ruderer († 1961)
- 14. November: Åke Ekman, finnischer Eisschnellläufer († 1965)
- 15. November: Peter Herbert Jackson, britischer Ruderer († 1983)
- 15. November: František Zajíček, tschechoslowakischer Wintersportler († 1987)
- 16. November: Louis Salica, US-amerikanischer Boxer († 2002)
- 17. November: Erhart Krumpholz, deutscher Motorradrennfahrer († 2008)
- 17. November: Kathleen Russell, südafrikanische Schwimmerin († 1992)
- 17. November: Archie Stinchcombe, britischer Eishockeyspieler und -trainer († 1994)
- 18. November: Ernest Johnson, britischer Radrennfahrer († 1997)
- 19. November: Magnús Pálsson, isländischer Wasserballspieler († 1990)
- 20. November: Reindert Brasser, niederländischer Leichtathlet († 1999)
- 21. November: Tullio Gonnelli, italienischer Leichtathlet († 2005)
- 22. November: Rudolf Heydel, deutscher Automobilrennfahrer († 1936)
- 22. November: Gustavo Huet, mexikanischer Sportschütze († 1951)
- 23. November: Nam Sung-yong, japanischer Leichtathlet († 2001)
- 24. November: Alton Terry, US-amerikanischer Speerwerfer († 2003)
- 28. November: Väinö Tiihonen, finnischer Skispringer († 1957)
- 29. November: Carlo Legutti, italienischer Radrennfahrer († 1985)
- 30. November: Giulio Gerardi, italienischer Skilangläufer († 2001)
- 30. November: István Liszkay, ungarischer Radrennfahrer († 2005)

### Dezember
- 01. Dezember: Alfred Fitch, US-amerikanischer Leichtathlet († 1981)
- 02. Dezember: Herbert Bramfeldt, deutscher Moderner Fünfkämpfer († 1983)
- 06. Dezember: Gerald Backhouse, australischer Leichtathlet († 1941)
- 07. Dezember: Marcel Leineweber, luxemburgischer Kunstturner († 1969)
- 08. Dezember: Lennart Ekdahl, schwedischer Segler († 2005)
- 09. Dezember: Kurt Ott, Schweizer Radrennfahrer († 2001)
- 13. Dezember: Adolf Laudon, österreichischer Fußballspieler († 1984)
- 16. Dezember: Jacques Mouvet, belgischer Bobfahrer († unbekannt)
- 17. Dezember: Gustav Weinkötz, deutscher Leichtathlet († 1986)
- 18. Dezember: Walter Kitchen, kanadischer Eishockeyspieler († 1988)
- 19. Dezember: Adam Kowalski, polnischer Eishockeyspieler († 1971)
- 20. Dezember: Dorothy Brookshaw, kanadische Leichtathletin und Olympiateilnehmerin († 1962)
- 20. Dezember: Hans Höfner, österreichischer Radrennfahrer († 1988)
- 20. Dezember: Max Streib, Schweizer Handballspieler († 1989)
- 22. Dezember: Albert Kägi, Schweizer Radrennfahrer († unbekannt)
- 23. Dezember: Carl Ruck, deutscher Hockeyspieler († 1980)
- 23. Dezember: Pierre Skawinski, französischer Leichtathlet († 2009)
- 25. Dezember: Constantin David, rumänischer Boxer († unbekannt)
- 26. Dezember: Luis Fontés, britischer Automobilrennfahrer und Flieger († 1940)
- 26. Dezember: Henk de Looper, niederländischer Hockeyspieler († 2006)
- 28. Dezember: Herbert Kessler, Schweizer Eishockeyspieler und -schiedsrichter († 1966)
- 28. Dezember: Georg Klaus, deutscher Philosoph, Schachspieler und Schachfunktionär († 1974)
- 30. Dezember: Martin Kargl, österreichischer Fußballspieler († 1946)
- 31. Dezember: Erkki Gustafsson, finnischer Fußballspieler († 1966)

### Datum unbekannt
- Anny Rüegg, Schweizer Skirennfahrerin († 2011)
- Hefty Stuart, australischer Radrennfahrer († 1938)
- Max Walter, deutscher Turner († 1975)

## Gestorben
- 06. Februar: John Guiney, US-amerikanischer Kugelstoßer (* 1882)
- 15. April: John B. Thayer, US-amerikanischer First-Class-Cricketspieler und Vizepräsident der Pennsylvania Railroad, Opfer der Titanic-Katastrophe (* 1862)
- 29. April: Henri Bouckaert, französischer Ruderer (* 1870)
- 12. Mai: Henri Peslier, französischer Wasserballspieler (* 1880)
- 15. Juli: Francisco Lázaro, portugiesischer Marathonläufer (* 1891)
- 31. August: Jean Decazes, französischer Segler (* 1864)
- 14. September: Chris Forney, US-amerikanischer Tennisspieler (* 1878)
- 17. September: Charles Bilot, französischer Fußballspieler (* 1883)